# Guillem Mateu Mateu
Guillem Mateu i Mateu (Caimari, Selva 1930- 21 de març de 2015) fou un investigador, biòleg, oceanògraf i professor de micropaleontologia mallorquí. El 1966 es doctorà en biologia per la Universitat de Barcelona. Del 1967 al 1995 treballà per a l'Institut Nacional d'Oceanografia. Des de 1978, tenia plaça de professor associat de micropaleontologia a la Universitat de les Illes Balears (UIB).
Va ser l'iniciador a Espanya de l'aplicació dels foraminífers com a indicadors biològics de la contaminació marítima. Fou president de la Societat d'Història Natural de les Balears (1968-1981). Publicà nombrosos treballs sobre la sistemàtica, ecologia i geocronologia dels foraminífers. Fou l'autor de diversos articles publicats a revistes, com Bolletí de la Societat d'Història Natural de les Balears, Cuadernos de Geografía, Publicaciones Instituto Biología Aplicada i Revista Española de Micropaleontología. Era acadèmic de la Reial Acadèmia de Ciències i Arts de Barcelona, de la Reial Acadèmia de Medicina i Cirurgia de les Balears i de la New York Academy Ciences; membre de la Societat Catalana de Biologia (1996), de la Societat Espanyola de Paleontologia i del comitè avaluador de Ciències Marines i Biologia de Brussel·les. El 2003 va rebre el Premi Ramon Llull.

## Obres
- Foraminíferos vivientes del litoral de Cataluña y Baleares (1970)
- Micropaleontología sedimentaria del Caribe (Cartagena de Indias, Colombia), sus afinidades con las formaciones arrecifales y de manglas del Mioceno Terminal de Mallorca y la abiohermatización del Mediterráneo (1991)